# لله‌بیجار
لله بیجار، روستایی است از توابع بخش کجور شهرستان نوشهر در استان مازندران ایران.

## جمعیت
این روستا در دهستان پنجک‌رستاق قرار دارد و براساس سرشماری مرکز آمار ایران در سال ۱۳۸۵، جمعیت آن زیر سه خانوار بوده‌است. مردم لله بیجار از قومیت طبری هستند. مردم لله بیجار به زبان طبری با گویش کجوری سخن می‌گویند.